# Baldeneysteig
Der Baldeneysteig ist ein Rundwanderweg in Essen. Die 26,7 km lange Strecke verläuft um den Baldeneysee herum und wurde 2017 im Rahmen des Projekts Grüne Hauptstadt Europas eröffnet.

## Verlauf
Als Rundweg ist ein Beginn der Wanderung an jedem Ort der Strecke möglich, nach der offiziellen Karte liegt der Startpunkt jedoch am Stauwehr Baldeneysee. Dem folgend lässt sich der Steig in einen südlichen und nördlichen Abschnitt unterteilen.
Falls man mit der S-Bahn anreist bietet sich ein erster Seitenblick an, der durch die Altstadt von Werden führt und den Wanderer an den Ausgangspunkt am Baldeneysee bringt.
An mehreren Stellen verlaufen Teilstücke des Baldeneysteigs über den Bergischen Weg, der 2024 vom Wandermagazin in Bonn als Deutschlands schönster Wanderweg in der Kategorie Mehrtagestouren ausgezeichnet wurde.

### Südteil
Nach Passieren der südlichen Wehrseite verläuft der Weg rund 500 Meter am Hardenbergufer entlang und erreicht an der rechten Seite einen schmalen Steig, der hangaufwärts zum nördlichen Rand Werdens und zum Friedhof Werden II führt. Am hinteren Ende des Friedhofs trifft man auf einen ersten Punkt der Essener Aussichten, der den Blick über den Stausee und hinüber auf die Villa Hügel lenkt. Danach wird der Stadtteil Fischlaken erreicht und der Steig führt durch die ländlich geprägten Anhöhen zum nächsten Aussichtspunkt Am Schmalscheid, der einen weiten Blick über das Ruhrtal erschließt.
Über den bei km 5 folgenden Abstieg ins Hespertal gelangt man schließlich zum Ufer des Baldeneysees am Haus Scheppen. Der frühere Lehnshof ist als Ruine teilweise erhalten. Regionale Bekanntheit hat der anliegende Parkplatz als beliebter Motorrad-Treff erlangt. Biergärten laden zu einer Rast ein. Etwas oberhalb lag im Tal die 1972 geschlossenen Zeche Pörtingsiepen, von der heute noch ein Förderwagen und eine Seilscheibe am Wegesrand zeugen.
Nun geht es ein Stück über die Uferpromenade Hardenbergufer bis zur Brücke über den Hesperbach und danach rechts bergauf über die begrünte Halde der Zeche Pörtingsiepen (unterhalb des Endbahnhofs der Hespertalbahn). Der Steig führt über den bewaldeten Kamm und am Ende der Halde auf schmalem, alpin anmutenden Serpentinenpfad hinab zu einem Bahnübergang. Drüben geht es in einem grünen Tal bergauf zur Margretstraße und über den Sellscheidt wieder etwas bergab. Danach führt der Steig hinauf zur Hammer Straße, der Verbindungsstraße zwischen Werden und Kupferdreh.
Über den Augustasteig geht es wieder hinab durch ein Waldgebiet, wo zwischen den Bäumen einige Mauerreste der 1892 geschlossenen Zeche Kaiserin Augusta liegen. Im Talgrund des Moosbachs wird die Grenze zu Kupferdreh überschritten und der Steig windet sich hinauf zur neuen Wohnsiedlung Dilldorfer Höhe. Die Bebauung ist nach Abzug der Bundeswehr auf dem Gelände der ehemaligen Ruhrlandkaserne entstanden. Nach km 10 folgt der Abstieg zum Seerandweg, der zum Ende der Südroute an der alten Eisenbahnbrücke Kupferdreh führt. Die heute nur noch von Fußgängern und Radfahrern genutzte Brücke bringt die Wanderer auf die andere Ruhrseite.
An dieser Stelle kann die Tour abgebrochen werden, da hier verschiedene gastronomische Angebote bestehen. Als ÖPNV-Nutzer hat man die Gelegenheit mit der S-Bahn S9 oder mit Bussen von dem neu errichteten Haltepunkt Essen-Kupferdreh die Heimfahrt oder Rückfahrt nach Werden anzutreten.

### Nordteil
Die Fortsetzung des Baldeneysteigs verläuft in westlicher Richtung direkt am Seeufer entlang durch das Vogelschutzgebiet Heisinger Bogen. Das naturnahe Areal ist geprägt von Flachwasserzonen und Bruchwald. Zu den zahlreichen heimischen Vogelarten gehören unter anderem Graureiher, Haubentaucher und Kormorane. Ausgesetzte Schildkröten sonnen sich gerne an den Ufern.
Nach Umrundung des Sportboothafens von Heisingen folgt der Weg weiter der Uferpromenade und erreicht die 1973 aufgegebene Zeche Carl Funke, deren Fördergerüst noch heute am nördlichen Steilhang steht. Hinter km 15 beginnt der steile und teilweise rutschige Aufstieg zu den Ruhrhöhen. Am oberen Ende lohnt sich sehr der Seitenblick Korte Klippe. Der weitere Weg verläuft nur noch auf dem Gebiet des Stadtteils Bredeney. Durch den Baldeneyer Wald führt er an einigen Gaststätten wie dem historischen Jagdhaus Schellenberg vorbei und bietet an mehreren Punkten eine Aussicht über den See und den Seitenblick Isenburg.
Auf dem Baldeneyer Berg wird schließlich der höchste Punkt des Baldeneysteigs erreicht. Im Folgenden geht es erneut hinab und unterquert die Lerchenstraße, der Zufahrt zur Regattastrecke am See. Dahinter kann die Klusenkapelle am Rande des Stadtwaldes besucht werden, deren Ursprung bis ins 14. Jahrhundert nachgewiesen werden kann. Nebenan befindet sich eine beliebte Einkehrmöglichkeit mit Biergarten: Das alte Fachwerkhaus „Zur Kluse“. Nach 100 Metern biegt der Baldeneysteig nach links in den Kruppwald ab, der durch ein kleines Tor betreten werden kann. Der Weg führt in einem weiten Bogen entlang des Hügelparks mit der Villa Hügel. Bei km 20 am Torhaus zur Villa wird der eingezäunte Waldbereich wieder verlassen und der Steig führt geradeaus den Berg hinauf in die Siedlung Brandenbusch, die bei einem weiteren Seitenblick erforscht werden kann.
Hinter der Siedlung führt der Weg in den frei zugänglichen Kruppwald, wo an einem Nebentorhaus noch ein Blick auf die alte Villa möglich ist. Auf verschlungenen Wegen wird die breite Verbindungsstraße nach Werden erreicht, die an einer Ampelanlage überquert werden muss. Dahinter geht es wieder bergan in den letzten Abschnitt mit dem Heissiwald. Das gleichnamige Wildgatter ist ein beliebtes Ausflugsziel, welches neben Wildschweinen auch Rot- und Damwild auch eine Anzahl von Mufflons beherbergt. Der Weg verläuft nun ein Stück gemeinsam mit dem Kettwiger Panoramasteig und erreicht hinter km 25 einen letzten Punkt der Essener Aussichten, der nochmals einen schönen Blick auf den Baldeneysee und die Villa Hügel frei gibt.
Es folgt ein steiler Pfad bergab zur S-Bahn-Strecke der S6. Nach einer Unterführung der Bredeneyer Straße wird der Ruhrrandweg und die Schleuse mit dem neuen Fischlift erreicht. Nach Überquerung der Wehranlage kommt man wieder an seinen Ausgangspunkt auf der Werdener Seite.

## Seitenblicke
Die Seitenblicke sind kurze Abstecher zu interessanten Punkten an der Strecke, von denen der Seitenblick Werden die historische Altstadt der ehemals selbständigen Stadt erschließt. Mittelpunkt ist die Abteikirche St. Ludgerus, die seit 1993 eine Basilica minor ist. In den Klostergebäuden ist heute die Folkwang Universität der Künste untergebracht. Am belebten Verkehrsknoten des Werdener Marktes und dem alten Rathaus beginnt die Fußgängerzone der Altstadt mit schönen Fachwerkhäusern und Gründerzeitgebäuden sowie der schmucken evangelischen Kirche. Fast am Nordende der Heckstraße ist die Luciuskirche zu finden. Sie gilt mit ihrem Baubeginn von 995 als eine der ältesten Pfarrkirchen nördlich der Alpen. Ganz am Ende der Straße kann die renovierte, historische Schleuse Neukirchen betrachtet werden, die aber ohne Funktion ist. Unterhalb der Schleuse und vor der Straßenbrücke liegt zwischen Heyerstrang und Ruhr die Brehminsel mit kleinem Stadtpark. In rund 700 Meter Entfernung erreicht man dann das Wehr des Baldeneysees und damit den Startpunkt für die Südroute des Baldeneysteigs.
Einen kleinen Seitenblick am Südufer ist der Bahnhof der Hespertalbahn wert. Er liegt mit seinem Lokschuppen direkt in der Verlängerung der Eisenbahnbrücke in Kupferdreh. An Sommerwochenenden sind hier Fahrten mit einem Dampfzug zum Haus Scheppen möglich. Der im Hintergrund liegende alte Bahnhof Kupferdreh steht heute unter Denkmalschutz und ist mit seiner Backsteinfassade sehenswert. Heute wird er durch Gastronomie genutzt.
Auf der Nordseite führt der erste kurze Seitenblick zur Korte-Klippe. Wegen der guten Aussicht auf den See wurde hier eine Stele der Essener Aussichten aufgestellt. Bänke laden hier zum Ausruhen ein. Der breite Baldeneysee wirkt von hier oben wie ein breiter Fluss, weshalb dieser Blick auch als Amazonas des Ruhrgebiets bezeichnet wird.
Der nächste Seitenblick gilt der Ruine Isenburg, die 1288 zerstört wurde und heute unter Denkmalschutz steht. Sie war eine der größten Burganlagen der Region mit einer Vorburg und einer Kernburg.
Der letzte Abstecher führt in die pittoreske Siedlung Brandenbusch. Sie war ehemals für die Angestellten der Industriellenfamilie Krupp in der Nähe der Villa Hügel errichtet worden, damit die Bediensteten bei Bedarf schnell zur Verfügung stehen konnten. Die Kolonie in überwiegend zweigeschossiger Bauweise war nach dem englischen Vorbild des Cottage-Systems errichtet worden: kleine Hauseinheiten in einer romantisch geprägten Formensprache sind großzügig in eine Park- und Gartenlandschaft eingeordnet. Von den ehemals existierenden Gemeinschaftseinrichtungen ist nur die kleine Kirche erhalten, an die ein Gemeindehaus angebaut wurde.

## Regelmäßige Veranstaltungen
Seit 2018 findet immer im November der „BaldeneySteig Ultratrail“ statt. Hierbei wird über eine Distanz von 54 Kilometern der Baldeneysteig in zwei Runden erlaufen.